# Джугджурский заповедник
Государственный природный заповедник «Джугджу́рский» — заповедник на побережье Охотского моря, на территории Аяно-Майского района Хабаровского края, создан 10 сентября 1990 года. Общая площадь — 859 956 га. В том числе площадь акватории — 53 700 га. Площадь охранной зоны — 252 500 га. Это самый крупный (из шести) заповедник Хабаровского края.

## География
Кластеров три: «Основной», «Прибрежный», «Мальминские острова» с прилегающей акваторией.
У двух из них есть береговая линия:
- полуостров Нурки;
- мыс Укой;
- мыс Улканский;
- мыс Эйкан.

Береговая кромка меж выступов принадлежит заливам Джугджурского заповедника:
- Алдома;
- Улканский;
- Болчикан;
- Фёдора.

Территория заповедника включает южную часть хребта Прибрежный и центральную часть хребта Джугджур.

## Флора
480 видов растений, из них 10 эндемичных. На восточных склонах представлена горная светлохвойная тайга, заросли кедрового стланика, на пологих западных — таёжные леса из ели аянской.
Шесть видов растений, произрастающих в заповеднике, занесены в Красную книгу России — валериана аянская, башмачок крупноцветковый, калипсо луковичное, бородиния крупнолистная, смеловския неожиданная и родиола розовая.

## Фауна
Фауна насчитывает 211 видов животных. Млекопитающие 42 вида, птиц 166 видов, 126 из них гнездятся здесь, 4 вида летучих мышей. На побережье находятся лежбища морских млекопитающих.
В Красную книгу России занесён сивуч и 14 видов птиц: чёрный аист, малый лебедь, пискулька, клоктун, орлан-белохвост, белоплечий орлан, беркут, сапсан, кречет, скопа, дикуша, длинноклювый пыжик, филин и рыбный филин.